# Anna Lydia do Amaral
Anna Lydia Pinho do Amaral (Belém, 4 de abril de 1931 – Rio de Janeiro, 25 de junho de 2015) foi uma médica e professora brasileira.

## Biografia

### Primeiros anos e formação acadêmica
Anna Lydia nasceu em Belém, capital do estado do Pará. Mudou-se para o Rio de Janeiro, então capital federativa do Brasil, para prestar vestibular e ingressar na universidade. Ingressou no curso de medicina oferecido pela Faculdade de Medicina da Universidade Federal do Rio de Janeiro (FM) onde formou-se no ano de 1955. Ainda pela Universidade Federal do Rio de Janeiro (UFRJ) tornou-se doutora em Ginecologia.

### Atuação
Formada, tornou-se a primeira mulher dirigir um hospital do Instituto Nacional de Assistência Médica da Previdência Social  (INAMPS) no Brasil, dirigindo a unidade de Ipanema. Foi chefe da enfermaria da Santa Casa de Misericórdia do Rio de Janeiro.
Atuou como professora de ginecologia no Centro Universitário de Volta Redonda (UniFOA) e na Faculdade de Ciências Médicas de Nova Iguaçu. Por sua atuação, recebeu o Prêmio Armando Fajardo, concedido pela Sociedade Brasileira de Ginecologia e Obstetrícia.
Em 1993, foi a primeira mulher a presidir a Sociedade de Ginecologia e Obstetrícia do Rio de Janeiro (SGORJ), onde permaneceu até 1995. Foi eleita membro da Academia Nacional de Medicina (ANM) em 1995, ocupando a cadeira 59, que tem Nina Rodrigues como patrono, sucedendo Hilton Ribeiro da Rocha.

### Morte
Anna Lydia morreu no Rio de Janeiro em 25 de junho de 2015. Foi enterrada no dia 27 de junho, no Cemitério de São João Batista, localizado no bairro de Botafogo. Sua missa de sétimo dia foi realizada em 3 de julho na Paróquia Nossa Senhora da Paz, sediada em Ipanema.